# Smilesův přesmyk
Smilesův přesmyk je druh přesmykové reakce v organické chemii; jedná se o vnitromolekulární nukleofilní aromatickou substituci, kterou lze obecně zapsat takto:
kde X u arenu může být sulfon, thioether, ether nebo jakýkoliv jiný substituent, který se může oddělit od arenu a mít přitom záporný náboj. Koncovou funkční skupinou Y je silný nukleofil, například alkohol, amin nebo thiol.
Podobně jako u ostatních nukleofilních aromatických substitucí musí být aren aktivován skupinou, která snižuje elektronovou hustotu, a to na pozici ortho.
U jedné z variant, nazývané Truceův–Smilesův přesmyk, se používají tak silné nukleofily (například organolithné sloučeniny), že není nutná aktivace arenu. Příkladem takové reakce je přeměna arylsulfonů na sulfinové kyseliny působením n-butyllithia:
Při této reakci je nutné, aby alkyllithná sloučenina působila na pozici ortho vzhledem k sulfonové skupině.
Roku 2015 byla popsána radikálová obdoba Smilesova přesmyku.
Hajašiho přesmyk lze považovat za kationtovou obdobu Smilesova přesmyku.